# Carl-Zeiss-Gymnasium Jena
Das Carl-Zeiss-Gymnasium Jena ist ein staatliches Gymnasium im thüringischen Jena. Die Schule ist nach dem Optiker Carl Zeiss benannt. Seit dem Schuljahr 2008/09 ist das Gymnasium rechtlich gesehen von der Klasse 5 bis zur Klasse 8 ein Gymnasium und ab Klassenstufe 9 ein Spezialgymnasium. Dennoch wird bereits bei der Auswahl der Schüler für die Klassenstufe 5 darauf Wert gelegt, dass vornehmlich Interessenten für die MINT-Fächer aufgenommen werden.

## Geschichte
Die Spezialschule Carl-Zeiss entstand im Jahr 1963, als Reaktion auf den Fachkräftemangel in der DDR. Um diesen auszugleichen, beschloss die DDR-Führung, Spezialschulen mit mathematischer, naturwissenschaftlicher und technischer Ausrichtung zu gründen, die dem entgegenwirken sollten. Über sogenannte Kontaktlehrer in normalen Schulen wurde gezielt nach begabten Schülern Ausschau gehalten, die dann an die Spezialschule delegiert wurden. Nach der Wende 1990 wurde das Carl-Zeiss-Gymnasium Jena als Gymnasium mit Spezialklassen gegründet, die aus der Spezialschule Carl-Zeiss und der Polytechnischen Oberschule „Clara Zetkin“ hervorgingen. Dieser Schritt wurde notwendig, weil das bundesrepublikanische Bildungssystem keine reinen Spezialschulen kannte und somit die Vereinigung mit einem normalen Gymnasium nötig war. Nach 1990 gab es die Spezialklassen nur für Schüler ab der 9. Klasse.

### Lage
Das Einzugsgebiet der Schule umfasst den gesamten Ostthüringer Raum. Die Schule liegt im Norden Jenas im Stadtteil Löbstedt, in der Nähe eines sich in der Entwicklung befindlichen Wohngebietes. Wichtige Standortfaktoren für die Schule sind die Nähe zur Friedrich-Schiller-Universität Jena, der Ernst-Abbe-Fachhochschule Jena sowie zu den am Beutenberg Campus ansässigen Forschungsinstituten und mittelständischen Technologieunternehmen.

### Schulkonzept
Unter dem Motto „Fördern durch Fordern“ ist es das Ziel der Schule, Begabungen frühzeitig zu erkennen und zu fördern. Um dieses Ziel zu erreichen, gibt es an der Schule Spezialklassen, die mit der 9. Klasse beginnen. Schüler, die nicht aus dem Jenaer Raum kommen, können erst ab der 9. Klasse die Schule in den Spezialklassen besuchen. Für sie existiert ein Internat. In den Spezialklassen findet ein vertiefter mathematischer, naturwissenschaftlicher und technischer Unterricht statt. Für Schüler aus der Umgebung gibt es vorbereitende Spezialklassen schon ab der 5. Klasse. Wer auf die Spezialschule will, muss einen umfangreichen Aufnahmetest bestehen. Quereinstiege sind unter bestimmten Voraussetzungen möglich.
Um möglichst viele Schüler zu erreichen, gibt es Korrespondenzzirkel in naturwissenschaftlichen Fächern, Mathematik und Informatik für die Schüler der 5. bis 10. Klassen. Oft kommen Schüler aus Ostthüringen mit den Korrespondenzzirkeln in Kontakt, die erfolgreich in Schülerwettbewerben waren. An fast allen Gymnasien in Thüringen gibt es Kontaktlehrer, die versuchen, begabte Schüler dem Aufnahmeverfahren der Schule zuzuführen.
Seit 1999 wird ein Schulversuch durchgeführt, der die Aufgabe hat, die Begabungsförderung der 9. bis 12. Klassen durch Einbeziehung aller Unterrichtsfächer sowie die Begabungsförderung in den Klassenstufen 5 bis 8 zu testen und zu dokumentieren. Die Einbeziehung aller Fächer führt dazu, dass ein viel breiteres Wissen und eine größere Menge von Methoden vermittelt werden, als dies an normalen Gymnasien üblich ist. Die Förderung von Schülern der Klassenstufen 5 bis 8 ist eine besondere Herausforderung aufgrund der noch nicht ausgebildeten Orientierung von Schülern in dieser Altersgruppe.

### Ausstattung
Nachdem das Gymnasium aus dem Schreckenbachweg in die Erich-Kuithan-Straße umgezogen war, wurde das gesamte Schulgebäude saniert und erhielt das heutige Erscheinungsbild. In den Jahren 2009 und 2010 wurden der Hof und der Sportplatz erneuert. In der Schule selbst sind durch Fliesenmuster und Schülerarbeiten viele mathematische Besonderheiten zu finden. Es werden Ergebnisse und besondere Schülerprojekte in einer Art Dauerausstellung an verschiedenen Stellen des Schulhauses präsentiert. Im Eingangsbereich bilden die Fliesen besondere Muster. Auf dem Schulhof steht der regelmäßige 17-eckige Tisch, mit Konstruktionsanleitung für ein regelmäßiges 17-Eck, an dessen Kanten die Jahrespreisträger mit Namensschildern verewigt wurden. Ab dem 18. Preisträger kommt ein weiterer Tisch mit 257 Ecken zum Einsatz. Mit der Umgestaltung des Schulhofes weist dieser auch neue Besonderheiten auf. Beispielsweise sind auf dem Boden Kegelschnitte gezeichnet.
Die Schule besitzt mehrere Informatikräume, die mit PCs ausgestattet sind. Des Weiteren kann bei Bedarf fast jeder der Räume mit einem Beamer ausgestattet werden, und mehr als die Hälfte der Räume besitzt einen fest installierten Beamer. Für Vorträge können Beamer und Notebooks ausgeliehen werden, wenn eine Präsentation mit diesen Mitteln gehalten werden muss. Eine Großzahl der Räume ist mit elektronischen Tafeln ausgestattet. Auch die Chemie- und Physiklabore sind modernisiert. Es stehen genügend Geräte zur Verfügung, um Experimente in Einzelarbeit durchzuführen, sodass Leistungserhebungen im Rahmen von Experimenten stattfinden können. Die Ausstattung erlaubt es, dass die Schule von Zeit zu Zeit verschiedene Schülerwettbewerbe ausrichten kann. Die Räume der Schule werden regelmäßig auch von der Ernst-Abbe-Fachhochschule Jena sowie der Volkshochschule Jena genutzt.

### Spezialklasse
Schüler können schon ab der 5. Klasse in die vorbereitenden Spezialklassen aufgenommen werden, wenn sie den Aufnahmetest bestehen, welcher 2011 abgeschafft wurde und der während der 4. Klasse stattfand. Seither finden mit jedem potentiellen Schüler Auswahlgespräche statt. Ab der 5. Klasse werden sie intensiv gefördert, was schon in den niedrigen Klassenstufen durch eine deutlich höhere Arbeitsbelastung und Stundenzahl gekennzeichnet ist. Da auch die Leistungsnachweise ein deutlich höheres Niveau aufweisen, verlassen einige Schüler im Laufe ihrer Schullaufbahn die Schule wieder. In der 8. Klasse findet der Aufnahmetest für alle Schüler für die Spezialklassen von Klassenstufe 9 bis 12 statt. Diesen müssen auch die Schüler bestehen, die schon an der Schule sind. In der 9. Klasse wechseln viele Schüler, die nicht aus Jena und Umgebung kommen, an die Schule und wohnen unter der Woche in einem Internat.

### Unterrichtsgestaltung
Ab der 5. Klasse ist in allen Fächern das Niveau des Unterrichts deutlich erhöht, um keinen zu unterfordern. Das Schulprofil besteht dabei aus den Fächern Mathematik, Physik, Chemie, Biologie und Informatik. In diesen Fächern beginnt der Unterricht meist ein Jahr eher als in normalen Gymnasien. Der Unterricht in Physik beginnt schon in der 6. Klasse, statt wie üblich in der 7. Klasse. Informatik wird ab der 7. Klasse angeboten. Diese Fächer werden mit einer zusätzlich Stunde unterrichtet.
Bis einschließlich zur 10. Klasse gibt es den sogenannten wahlweise obligatorischen Unterricht (woU), in dem sich die Schüler aussuchen können, in welchem der Fächer Mathematik, Physik, Chemie, Biologie und Informatik sie zwei Stunden zusätzlich pro Woche  unterrichtet werden möchten. Dieser Unterricht dient der tiefgehenden Einführung in bestimmte Teilgebiete und der gezielten Vorbereitung auf Schülerwettbewerbe. Hier wird selbstständiges und kreatives Arbeiten an schwierigen und komplexen Problemen geübt und eine Vielzahl neuer Methoden erlernt und erprobt.
Mit Einführung des neuen Schulprofils ist der Unterricht in vielen Fachbereichen deutlich kollaborativer ausgerichtet, als es an normalen Gymnasien der Fall ist. Das betrifft z. B. das synchrone Behandeln von bestimmten Themen, wie zum Beispiel den Nationalsozialismus in verschiedenen Fächern.
Ab dem Kurssystem geht der wahlweise obligatorische Unterricht in das Seminarfach über. In diesem Seminarfach müssen die Schüler an einem naturwissenschaftlichen Thema unter Leitung von externen Betreuern arbeiten. Die eineinhalbjährige Beschäftigung mit dem Thema soll in eine wissenschaftliche Arbeit münden, die von Schülern vor einer Kommission verteidigt wird. Das Ergebnis geht in die Abiturnote mit ein. Hierbei sind Gruppen von zwei bis drei Schülern üblich und Einzelarbeiten möglich, im Gegensatz zu Gruppen aus drei oder vier Schülern, die an normalen Gymnasien Pflicht sind.
Die Schüler konnten bis zur Oberstufenreform alle naturwissenschaftlichen Fächer im Kurssystem fortführen, wobei nicht alle in die Abiturnote eingebracht werden konnten. Im Regelfall mussten die Schüler 10 Grundkurse absolvieren, also ein bis zwei Grundkurse mehr als in normalen Gymnasien. Als erster Leistungskurs ist Mathematik vorgeschrieben, der zweite Leistungskurs musste eine Naturwissenschaft beziehungsweise Informatik sein. Zur Differenzierung der Schüler gibt es in jedem Jahr einen besonders intensiven Mathematik-Leistungskurs als sogenannten Spitzenkurs Mathematik. Manche Schüler wählen als fakultatives Grundfach „Englisch-Zusatz“ mit dem Ziel, ein Cambridge Certificate in English zu erwerben und das Leistungskurs-Abitur in Englisch mitzuschreiben.
Der allgemeine Unterrichtsanspruch ist, dass Lehrer den Unterricht möglichst flexibel gestalten und an die Schüler anpassen. Oftmals wird nicht mit Standardlehrbüchern unterrichtet, sondern mit Literatur, die direkt für das Studium geeignet ist. In vielen Fächern erhalten die Schüler die Möglichkeit, den Unterricht selbst mitzugestalten, wenn es die Zeit erlaubt und eine Ergänzung darstellt, was vor allem auf die Profilfächer zutrifft. Es kommt hin und wieder vor, dass Lehramtsstudenten Unterrichtsversuche zu einem ganz speziellen fortgeschrittenen Thema abhalten, die oftmals auch in der Freizeit durchgeführt werden.

### Projekte im Rahmen des Schulprofils
In den neunten Klassen findet jedes Jahr eine Projektarbeit statt, in der die Arbeitszeit ein halbes Jahr beträgt und die Ergebnisse am Ende in einer Präsentation verteidigt werden. Die Projektarbeit steht unter einem vorgegebenen Oberthema, das von den Fachbereichen vorgegeben wird. Die Themen müssen einen Bezug zu dem Oberthema (z. B.: Farben) aufweisen. Dieses Projekt dient der Vorbereitung auf die Seminarfacharbeit.
Am Ende der neunten Klasse gibt es eine Biologie- und Geographie-Exkursion zu Themen, die in beiden Fachbereiche speziell behandelt werden (z. B.: Böden). Während dieser Exkursion müssen die Schüler Vorträge halten. Am Ende müssen die Schüler ihre Lernergebnisse anhand von Aufgaben nachweisen.
In den zehnten Klassen findet ein Informatikprojekt statt. Die Schüler haben die Aufgabe, in Gruppen eine Software zu einem bestimmten Problem eines selbstgewählten Themas zu erstellen, zu dokumentieren und zu verteidigen. Dieses Projekt dient ebenfalls der Vorbereitung auf die Seminarfacharbeit. Das erste halbe Jahr, in dem algorithmische und programmiertechnische Grundlagen vermittelt werden, dient der Vorbereitung, das zweite halbe Jahr ist die Projektphase selbst. In den zwölften Klassen des Informatik-Grundkurses wird ebenfalls ein weiteres Projekt durchgeführt, jedoch ist die Arbeitszeit wesentlich geringer. In den zwölften Klassen des Informatik-Leistungskurses wird dann ein Projekt durchgeführt, das vom gesamten Kurs getragen wird, um eine Situation in der professionellen Softwareentwicklung zu simulieren.
In einigen Fächern der Oberstufe müssen Vorträge teilweise in Englisch gehalten werden. Das wichtigste Projekt in den letzten vier Jahren der Schullaufbahn ist die Seminarfacharbeit. Hier ist das Anforderungsniveau auch höher als an normalen Gymnasien. Ziel ist es, eine Arbeit einzureichen, die allen Standards einer wissenschaftlichen Arbeit genügt. Hierfür verbringen die Schüler eineinhalb Jahre an Instituten und beschäftigen sich mit wissenschaftlichen Fragestellungen. Die Seminarfacharbeiten sind oft so gut, dass viele von ihnen bei Jugend forscht eingereicht werden und viele davon auch in der Bundesrunde Preise gewinnen.

### Weitere Projekte
Weitere Projekte finden im interdisziplinären Unterricht statt, so zum Beispiel das soziale Projekt in den sechsten Klassen das Soft Skills trainiert.
Alle zwei Jahre findet ein einwöchiges Kulturpraktikum für die 10. und 11. Klassen statt, in dem die Schüler zusammen mit verschiedenen Künstlern in verschiedenen Gruppen Projekte gestalten. Gruppen sind zum Beispiel Pantomime, Tanzen, Musizieren.
In den letzten zwei Wochen jedes Schuljahres führen die neunten Klassen traditionell ein zweiwöchiges Betriebspraktikum durch.

## Schulleitung
- 1990–2022: Carsten Müller als Schulleiter
- 1991–2022: Ilona Schiek als Stellvertretende Schulleiterin
- ab 2022: Kai Rodeck als Schulleiter
- ab 2023: Katrin Breunig als Stellvertretende Schulleiterin

### Teilnahme und Erfolge an Schülerwettbewerben
Die Schüler des Carl-Zeiss-Gymnasiums sind aufgefordert, an Schülerwettbewerben unterschiedlichster Art teilzunehmen. Dabei sind der Anzahl der Teilnahmen auch Grenzen gesetzt, somit soll einer Überbelastung entgegengewirkt werden. Viele Schüler vertreten die Schule auf Bundesebene und gar auf internationaler Ebene erfolgreich. Wettbewerbe sind:
- Internationale Mathematikolympiade
- Mitteleuropäische Mathematikolympiade
- Internationale Physikolympiade
- Internationale Chemieolympiade
- Internationale Biologie-Olympiade
- Internationale Informatik-Olympiade
- Zentraleuropäische Informatik-Olympiade
- International Junior Science Olympiad
- European Union Science Olympiad
- Jugend forscht
- Bundeswettbewerb Mathematik
- Bundeswettbewerb Informatik
- Biber Wettbewerb Informatik
- Online Wettbewerb Informatik
- Bundes- und Landes-Mathematikolympiade
- Thüringer Physikolympiade
- Chemie die Stimmt
- Deutsche Schulschachmeisterschaften
- Deutsche Olympiade für Neurowissenschaften in englischer Sprache

Der Erfolg der Schule hat seinen Ursprung auch darin, dass für viele Fächer Arbeitsgruppen installiert sind, die die Schüler in ihrer Freizeit auf diese Wettbewerbe vorbereiten, auch unter Mithilfe ehemaliger Teilnehmer solcher Wettbewerbe.

### Spezielle Abschlüsse
Neben dem normalen Abitur schreiben die Schüler des Carl-Zeiss-Gymnasiums ein Spezialabitur. Da in der Oberstufe in den Leistungskursen viel Zusatzstoff unterrichtet wird, welcher im normalen Zentralabitur keine Rolle spielt, wird eine Zusatzprüfung nötig. Die Zusatzprüfungen unterscheiden sich erheblich vom normalen Abitur, da alle Aufgaben den Charakter von Wettbewerbsaufgaben besitzen und somit deutlich schwieriger sind. Die Prüfungen sind darauf ausgelegt, dass keiner der Spezialschüler alle Aufgaben vollständig löst. Die Schüler bekommen so neben ihrem Abiturzeugnis noch ein Zertifikat über ihr Spezialabitur. Des Weiteren ist es möglich, ein Cambridge Certificate zu erwerben, da die Vorbereitung und Testprüfungen von der Schule angeboten werden und auch, in Kooperation mit der Volkshochschule in Jena, mit am Carl-Zeiss-Gymnasium durchgeführt werden.

## Reputation
Das Gymnasium ist vor allem wegen der Erfolge der Schüler in Schülerwettbewerben bekannt. Vielen der Schüler fällt durch die intensive Ausbildung der Einstieg in das Studium deutlich leichter. Außerdem ist die Schule in den wissenschaftlichen Einrichtungen, die in der Nähe liegen, sehr bekannt, da Schüler immer wieder an wichtigen wissenschaftlichen Projekten mitarbeiten und sehr gute Ergebnisse erzielen.
1987 war Jena Ausrichter der 18. Internationalen Physikolympiade. Diese wurde auch von der Spezialschule mitausgerichtet. Das Carl-Zeiss-Gymnasium ist regelmäßig bundesweit die Schule mit den meisten Einsendungen zum Bundeswettbewerb Informatik und wird daher immer wieder als BWINF-Schule ausgezeichnet.

## Regionalzentrum Ostthüringen
Das Regionalzentrum Ostthüringen ist ein in die Schule integriertes Zentrum zur Förderung von naturwissenschaftlich begabten und interessierten Schülern in Ostthüringen. Unter Schirmherrschaft des Regionalzentrums werden die Korrespondenzzirkel organisiert und durchgeführt und findet der Schulversuch statt. Das Regionalzentrum hält den Kontakt zu den Kontaktlehrern an anderen Gymnasien und arbeitet an Projekten, um die Förderung des naturwissenschaftlichen Nachwuchses in Ostthüringen auszubauen. Dazu wurden Rahmenvereinbarungen mit dem Kultusministerium Thüringen, der Stadt Jena, der Friedrich-Schiller-Universität Jena und der Ernst-Abbe-Fachhochschule Jena geschlossen.

## Förderverein
Der Förderverein „Spezialschule Carl Zeiss, Jena“ e. V hat zum Ziel durch Mithilfe des Lehrkörpers, der Eltern und Ehemaligen die Ausbildung zu verbessern und auch finanziell zu unterstützen. Dies geschieht unter anderem durch Kooperation mit STIFT und Carl Zeiss Jena. Der Verein vergibt jedes Jahr an einen Schüler des Abiturjahrgangs zur Abiturfeier den Jahrespreis der Spezialschule.